# Bardenac
Bardenac település Franciaországban, Charente megyében. Lakosainak száma 217 fő (2022. január 1.). Bardenac Brie-sous-Chalais, Brossac, Curac, Saint-Vallier és Yviers községekkel határos.

## Népesség
A település népességének változása:
| Lakosok száma | 232  | 238  | 244  | 261  | 231  | 240  | 227  | 226  | 221  | 217  |
|               | 1968 | 1999 | 2008 | 2011 | 2015 | 2016 | 2018 | 2019 | 2021 | 2022 |